# Anikó Pelle
Anikó Pelle (* 28. September 1978 in Budapest) ist eine ehemalige ungarische Wasserballspielerin. Sie war Olympiavierte 2008, Weltmeisterin 2005 sowie Weltmeisterschaftszweite 2001 und gewann bei Europameisterschaften eine Goldmedaille, sowie je zwei Silber- und Bronzemedaillen. Am Ende ihrer Karriere spielte sie für Italien.

## Karriere
Anikó Pelle gewann ihre erste internationale Medaille mit der ungarischen Nationalmannschaft 1995 bei der Europameisterschaft in Wien. Nach einem 6:5 im Halbfinale über die Niederländerinnen unterlagen die Ungarinnen im Finale den Italienerinnen mit 5:7. 1998 bei den Weltmeisterschaften in Perth belegten die Ungarinnen den siebten Platz, wobei Pelle im Vorrundenspiel gegen Kasachstan drei Tore erzielte.
Erst 2001 gelangen der ungarischen Mannschaft wieder internationale Erfolge. Bei der Europameisterschaft in Budapest bezwangen die Ungarinnen die russische Mannschaft im Halbfinale mit 7:6. Im Finale siegten sie mit 10:8 über die Italienerinnen. Einen Monat später fanden in Fukuoka die Weltmeisterschaften 2001 statt. Nach einem 4:3-Sieg im Halbfinale gegen Kanada trafen die Ungarinnen im Endspiel wie bei der Europameisterschaft auf die Italienerinnen, diesmal unterlagen sie mit 3:7. Auch zwei Jahre später fanden beide internationalen Titelkämpfe in aufeinander folgenden Monaten statt. Bei der Europameisterschaft in Slowenien siegten die Ungarinnen im Halbfinale mit 7:6 über die Russinnen. Im Finale unterlagen sie den Italienerinnen mit 5:6. Im Monat darauf bei den Weltmeisterschaften in Barcelona verloren die Ungarinnen im Viertelfinale gegen die Russinnen und belegten letztlich den fünften Rang. 2004 in Athen nahm Anikó Pelle erstmals an Olympischen Spielen teil. Nach einem 5:8 im Viertelfinale gegen die Italienerinnen unterlagen die Ungarinnen im Spiel um den fünften Platz den Russinnen mit 11:12. Pelle warf im Turnierverlauf vier Tore, davon eins im Platzierungsspiel gegen die russische Auswahl.
2005 bei den Weltmeisterschaften in Montreal siegten die Ungarinnen im Halbfinale mit 9:7 gegen die kanadische Auswahl. Im Finale siegten sie nach Verlängerung gegen das US-Team mit 10:7. Damit gewannen die Ungarinnen nach elf Jahren zum zweiten Mal den Weltmeistertitel. 2006 bei der Europameisterschaft in Belgrad verloren die Ungarinnen im Halbfinale mit 11:12 gegen die Russinnen. Das Spiel um den dritten Platz gewannen sie mit 12:11 gegen die Spanierinnen. Bei den Weltmeisterschaften 2007 in Melbourne verloren die Ungarinnen ihr Halbfinale gegen die Mannschaft aus den Vereinigten Staaten nach Verlängerung mit 9:10. Im Spiel um den dritten Platz unterlagen sie den Russinnen mit 8:9. Im Jahr darauf bei der Europameisterschaft 2008 in Málaga verloren die Ungarinnen ihr Halbfinale gegen die Spanierinnen mit 7:8. Im Spiel um Bronze besiegten sie die Italienerinnen mit 9:6. Beim olympischen Wasserballturnier 2008 in Peking gewannen die Ungarinnen ihre Vorrundengruppe, unterlagen aber im Halbfinale mit 7:8 gegen die Niederländerinnen. Im Spiel um Bronze siegten die Australierinnen mit 12:11. Pelle warf zwölf Tore, wobei sie im Vorrundenspiel gegen die Niederländerinnen vier Tore und im Halbfinale gegen die Niederländerinnen drei Tore erzielte.
Anikó Pelle spielte während ihrer Studienjahre für das Team der University of Southern California. Später gewann sie mit Associazione Sportiva Orizzonte Catania den italienischen und mit Honvéd Budapest den ungarischen Meistertitel. Ab 2007 spielte sie bei Circolo Canottieri Ortigia in Syrakus. An den Olympischen Spielen 2012 in London nahm sie mit der italienischen Nationalmannschaft teil. Pelle warf im Turnierverlauf zwei Tore, die Italienerinnen belegten den siebten Platz.